# Trioxys tanaceticola
Trioxys tanaceticola är en stekelart som beskrevs av Jaroslav Stary 1971. Trioxys tanaceticola ingår i släktet Trioxys och familjen bracksteklar. Inga underarter finns listade i Catalogue of Life.